# Mamadama Bangoura
Mamadama Bangoura (* 10. November 1993 in Guinea) ist eine guineische Judoka. Sie war 2016 Teilnehmerin der Olympischen Spiele.

## Leben
Bei den Judo-Weltmeisterschaften 2013 in Rio de Janeiro nahm Bangoura teil und trat in der Gewichtsklasse der bis 63 kg schweren Frauen in der Vorrunde gegen Paule Sitcheping aus Kamerun an, sie verlor den Kampf.
Bangoura nahm an den Olympischen Sommerspielen 2016 in Rio de Janeiro als Judoka in der Gewichtsklasse der bis 63 kg schweren Frauen teil. In der ersten Runde trat sie gegen Estefanía García aus Ecuador an und schied aus. Sie war die Fahnenträgerin für Guinea bei der Parade der Nationen bei der Eröffnungs- und Abschlussfeier.
Nach den Olympischen Sommerspielen kehrte sie nicht nach Guinea zurück, da sie verschwunden war. Sie hinterließ eine Nachricht, in der sie sagte, sie wolle „ihr Glück“ im Ausland versuchen.